# Willi Abromeit
Willi Abromeit (* 23. März 1913 in Duisburg; † 16. Juli 1942 in Isenbüttel) war ein deutscher Fußballspieler.

## Sportlicher Werdegang
Abromeit stand in den 1930er Jahren als Torhüter beim TuS Duisburg 48/99 in der Gauliga Niederrhein an der Seite von Mitspielern wie Willy Busch, Walter Günther, Friedel Holz und Hans Biallas zwischen den Pfosten. Mit den Schwarz-Weißen aus dem Duisburger Süden erreichte er 1936/37 die Vizemeisterschaft am Niederrhein und gewann mit der Niederrheinauswahl am 27. Februar 1937 in Berlin mit 2:1 gegen Sachsen das Finale um den Reichsbundpokal.
1939 wechselte er als Nachfolger von Willi Pesch zu Fortuna Düsseldorf, Alfred Strathmann rückte als sein kurzzeitiger Nachfolger beim TuS auf. Im März 1940 wurde dieser dann von Toni Turek, dem Weltmeister von 1954 und „Fußball-Gott“, abgelöst.
In der Gauliga-Spielzeit 1939/40 verteidigte er unter Trainer Heinrich Körner mit der Fortuna die Niederrhein-Meisterschaft und scheiterte in der Endrunde um die Deutsche Meisterschaft 1940 gemeinsam mit seinen Mitspielern Kurt Krüger, Paul Janes, Jakob Bender, Ernst Albrecht, Felix Zwolanowski und Stanislaus Kobierski hinter dem späteren deutschen Meister FC Schalke 04 in der Gruppenphase. Durch Einzug zur Wehrmacht konnte er in der Endrunde lediglich in den zwei Spielen im April (21. und 28.) gegen den Kasseler SC 03 (7:0) und Mülheimer SV 06 (1:2) für die Fortunen auflaufen. Neben Abromeit kamen infolge des Zweiten Weltkrieges noch die weiteren Torhüter Glowacki, Matheisen, Pesch und Schmidt bei Fortuna Düsseldorf zum Einsatz. Für die Runden 1940/41 bis 1942/43 wird in der Fortuna-Chronik kein weiterer Einsatz von Willi Abromeit für Fortuna Düsseldorf notiert. Im Tschammerpokal 1939 ist sein Einsatz in den Spielen gegen den FSV Frankfurt (4:0), Tennis Borussia Berlin (8:1) und der 1:3-Auswärtsniederlage gegen den 1. FC Nürnberg am 7. Januar 1940 festgehalten.
Abromeit war zudem Auswahlspieler. Beim Reichsbundpokal 1936/37 stand er im Tor der siegreichen Niederrheinauswahl um seinen Duisburger Mannschaftskameraden Walter Günther sowie die späteren Düsseldorfer Mitspieler Paul Janes (als Mannschaftskapitän), Jakob Bender und Ernst Albrecht. Trotz Konkurrenz von Fritz Buchloh und Willy Jürissen stand er wiederholt in der Niederrheinauswahl im Tor. Später berief ihn Sepp Herberger in die deutsche Nationalmannschaft, bei der 1:2-Niederlage gegen Luxemburg im März 1939 stand jedoch der Schalker Heinz Flotho zwischen den Pfosten und Abromeit blieb ohne Nationalelfeinsatz.
Am 16. Juli 1942 kam Abromeit bei der Rückreise von einem Fronteinsatz ums Leben, als er in Isenbüttel beim Überqueren von Bahngleisen von einer Lokomotive erfasst wurde.

## Statistiken
- Endrunde zur Deutschen Meisterschaft (2 Spiele / 0 Tore)
- DFB-Pokal (3 Spiele / 0 Tore)

## Erfolge
- Reichsbundpokal: 1937
- Meister der Gauliga Niederrhein: 1940
- Teilnahme an der Endrunde zur Deutschen Meisterschaft: 1940